# H.V. Kaalund
Hans Vilhelm (H.V.) Kaalund (født 23. juni eller 27. juni 1818, død 27. april 1885) var en dansk digter.

## Barndom
H.V. Kaalund var oldebarn af Jacob Langebek. Langebeks datter blev gift med adelsmanden oberst J.C. Kaalund - en verdensmand, der satte mange penge over styr. Deres søn, premierløjtnant Marinus Nicolaus, ægtede en skorstensfejerdatter fra Randers, Juliane Marie Schmidt, og blev ansat som toldbetjent i København. H.V. Kaalund var yngste søn af premierløjtnant Kaalund (1790–1832) og hans kone. På H.V. Kaalunds dåbsseddel står der 27. juni, men moderen påstod, at han var født 23. juni.
Kaalund arvede sin faders lune og sin moders frejdighed samt hendes udprægede nerveliv. Han var forgudet af sin far, der ofte tog ham med til ungkarlegilder, hvor han skulle agere den gode samvittighed. Hjemme læste de humoristiske skildringer sammen og morede sig. Kaalund følte sig mest tiltrukket af sin mors slægt og elskede især sin morfar højt. Morfaren, der var flyttet til København, havde ofte Kaalund på besøg, og da hele familien var begejstret for poesi, gjaldt det også Kaalund. Han var ikke gammel, da han blev sat i en lille skole, og senere kom han på det von Westenske Institut, men skolelivet interesserede ham ikke. Han elskede derimod at færdes i naturen.

## Læretid som billedhugger og maler
Da Kaalund var 14 år gammel, døde faderen, og moderen fik kun lidt at leve af; der voksede nu en vis smålighedens ånd frem i hende, og han følte, det snævrede ham ind. 15 år gammel blev han konfirmeret og lærte på denne tid at kende bogholder ved den grønlandske handel C.A. Muhle, i hvis hus der kom mange kunstnere. Det var bestemt, at Kaalund gennem sin farbroder i Vestindien skulle anbringes ved en plantage dér; men så traf han hos Muhle billedhuggeren Hermann Ernst Freund, og da han havde røbet anlæg for bildende kunst, anbragtes han som lærling i Freunds atelier. Her fik han kammerater som Jerichau, Conradsen osv., men arbejdet styredes ret frit, så Kaalund lærte ikke meget. Om vinteren gik han på kunstakademiet, og her var det, at Jerichau hævdede, han havde mere evne for at male end at modellere. Kaalund tog derfor penslen i hånd, men drev det ikke til at frembringe mere end to billeder.
I disse år var han desuden stærkt optagen af Grundtvig: han hørte ham prædike og gik til Lindbergs foredrag på Kalkbrænderiet, hvor han dog følte sig så meget uden for det hele, at han tegnede humoristiske karikaturportrætter af forsamlingens deltagere.

## Tidlige år som digter
Både Kaalund selv og hans nærmeste kunne mærke, at han ikke var kaldet til at blive bildende kunstner. Allerede i Freunds atelier havde han forelæst kammeraterne digte, som vandt bifald, og en dag skete det, at P.O. Brøndsted indfandt sig der og fattede interesse for den unge mand. Han hørte, at Kaalund havde lyst til at ”tage artium”, men frarådede dette, samtidig med at han nærede sin protegés lyst til at studere historie og skønlitteratur, og senere vejledte ham under dette studium.
I sommeren 1838 gjorde Kaalund opsigt med et digt til Bertel Thorvaldsen og endnu mere næste år med en mindesang over Frederik 6.. Hans evige higen udkastede store planer om udenlandsrejser og liv blandt Nordamerikas indianere, og vagabonddriften i ham fandt tilslutning hos hans ven Jerichau, som foreslog, at de sammen skulle gå til Rom. Denne plan blev imidlertid kuldkastet ved, at Kaalund fik stærk nervefeber. Som rekonvalescent flyttede han ud til Bagsværd og kom snart til at elske den smukke egn om Fure- og Farumsøen så højt, at han fire år igennem tilbragte sin tid i Farum fra foråret til langt ud på efteråret og tit noget af vinteren med. Hos præsten Aagaards var han hurtig hjemme og besang dem i sit digt: Til Familien i Præstegården.
I Farum dirigerede han "et muntert Sommerfugleliv" i hjem og skov, på sø og mark, og det var en stor, ungdommelig og frejdig kreds, han førte an i en frisk, elskværdig tilværelse. Hans naturbeskrivende digte er så godt som alle fremkommet derude. Det gærede stærkt i ham, og han var i uafbrudt åndelig virksomhed. I enkelte øjeblikke var han bange for, at hans liv var forkvaklet, og at han aldrig mere skulle få sammenknyttet de sønderrevne tråde i sit indre. At der foregik en udvikling i ham, var han sig bevidst, hans ånd og hjerte følte større harmoni, over for verden svandt hans fjendskab, og hans indre væsen fornam ro og tillid; men møjsommelig søgte han efter digterisk form for sit åndelige liv.
Han frembragte en mængde vers, tragedier og epopeer, som dog aldrig blev offentliggjort. Derimod udgav han i 1840 Samlede Digte og Kong Haldan den stærke. Disse bøger indledte han med varme udtalelser om, hvad han skyldte Oehlenschläger. Digtsamlingen blev gennemgående modtaget med spot og hån, men indeholdt dog Konen ved Leddet i Frederiksdal, Frederik VI, Niels Ebbesens Minde osv. En mildere, men dog ikke meget anerkendende omtale fik hans epos, der var stærkt påvirket af Oehlenschläger og Tegnér og mindre originalt end digtene. Begge disse bøger røbede fantasi, energi og begejstring.
To år senere udkom Valkyrjen Gøndul, der ligesom de foregående bøger var skrevet i Farum. Dette værk viste stort fremskridt hos forfatteren, trods det forfejlede i digtets sammensætning og trods det, at dets ånd ikke stod mål med dets stof, indeholdt det oprindelighed, flugt og kraft, virkelig storhed og skønhed, og der var megen dygtighed i versslyngningen. Digtets opgave var at vise, hvorledes lysten til jordisk hæder styrter det begavede menneske i fordærvelse. Med rette blev der gjort opmærksom på, at denne anskuelse er fremmed for den hedenske livsbetragtning. Pressen forbigik næsten ganske dette arbejdes fremkomst.
Med Fabler og blandede Digte (1844) trængte Kaalund langt mere igennem. I bladpressen fik han omtrent lutter ros, og det var navnlig P.L. Møller, der i en længere afhandling ydede ham stærk anerkendelse. Da han i slutningen af 1844 sammen med J.Th. Lundbye udgiver Fabler for Børn, bliver der ham mindre ros til del, men det gik også ud over Lundbye. Mest kendt blandt fablerne er Den dræbte And, der slutter med den berømte linje "O, har Du en Moder, da skjøn derpaa!"
I de følgende år producerede han ikke meget; han skrev nogle anmeldelser af kunstudstillinger og udkastede sammen med Poul Chievitz planen til En Fortid. Desuden udgav han fra 1845-47 sammen med J.C. Gerson Månedsskrift for Børn, hvori han skrev forskellige stykker i prosa og digte som Den firbenede Gadestryger (Proletar), Bjørnen som Rytter, Nisserne på Vandring, I Staden og på Landet osv.
Hans økonomiske situation var ringe; dels støttedes han af Christian VIII, dels af Grev Moltke-Bregentved og sin ven kaptajn Fr. Schack, i hvis hjem på Christianshavns Kaserne han om vinteren opholdt sig. Christian VIII ville gerne have benyttet Kaalund til i pressen at virke for hans sag, men da dette ikke ville lykkes, trak kongen sig tilbage fra ham. Kaalund ville aldrig træde i noget partis tjeneste. Han holdt i disse år omgang med folk som Jens Christian Hostrup, Peder Ludvig Møller, Kristian Arentzen, Johan Peter Martin Grüne, Jacob Jacobsen Dampe og Meïr Aron Goldschmidt. Goldschmidt inspireredes ofte af Kaalunds mundtligt fremsatte ideer, hvorfor vennerne kaldte Kaalund for Goldschmidts Jordemoder. Han var stadig meget optaget af Grundtvig.

## Treårskrigen og tiden efter
Med krigsudbruddet i 1848 blev Kaalund på mange måder grebet af tidsånden, og han skrev forskellige patriotiske digte. I 1849 blev han ansat som hjælpeintendant ved armeen, og i denne egenskab deltog han i Ryes tilbagetog i Jylland. I 1850 opholdt han sig som ambulanceforvalter mest i Kolding. Efter krigen måtte han, for at skaffe sig eksistensmidler, tage plads som huslærer hos gårdejer Larsens enke på Nordskov, nær Odins Høj ved Hellebæk, hvor han førte et meget ensomt liv blandt mennesker, der end ikke anede, at han var poet. Fra denne periode stammer digtene Ensomt Liv og Vinteraften på Landet.
Han havde opholdt sig på Nordskov tre år, da hans trofaste og hjælpsomme ven etatsråd Edvard Collin overdrog ham at bestyre et ham tilhørende teglværk på Strandmosegård syd for Humlebæk. Med sin gamle iver og interesse for det praktiske kastede Kaalund sig over gerningen der og udkastede talrige planer, som dog aldrig blev gennemført. Også der tilbragte han tre år; så blev teglværket solgt, og atter stod han uden eksistensmidler. Han var i mellemtiden blevet sympatetisk knyttet til Købmand J.B. Jensens hus og havde forelsket sig i den unge datter Cathinca. Hans digt Måske forberedte deres forlovelse, som fandt sted 6. juli 1856, lige inden hans afrejse fra Humlebæk.
For en kort tid fik han nu ansættelse ved mønten i København, hvor han skulle optælle gamle markstykker. Dette åndsfortærende arbejde forlod han for at overtage en plads ved telegrafvæsenet i Haderslev. Gerningen dér kedede ham meget, og han fik tillige gentagne anfald af blodgang. Længslen efter hans brud affødte det bekendte digt Til hende. Hun rådede ham resolut til at opgive den stilling, som aldeles ikke passede ham, og han fulgte hendes råd. Det blev da hans plan at nedsætte sig som boghandler i Haderslev, men af pengemangel måtte han opgive alle forhåbninger i den retning.

## Gennembrud som forfatter
Efter et års ophold i Haderslev og kuldsejlede planer om at blive boghandler drog Kaalund tilbage til København. Her samlede, udvalgte og rensede han sine tidligere digte, og resultatet blev Et Forår, der udkom i 1858 og vakte stor opmærksomhed og beundring. Selskabet for de skønne Videnskabers Forfremmelse tildelte ham en pengebelønning.
Det var hans håb, at den anerkendelse, han nu havde vundet, skulle bevirke, at han kunne få en fast stilling. Snart tilbød også fængselsdirektøren C.N. David ham at blive overlærer ved det nyoprettede Vridsløselille Fængsel, og denne plads tiltrådte han i december 1859, samtidig med at anstalten blev tagen i brug. 6. marts 1860 viedes han til Cathinca Julie Jensine Jensen (født 16. september 1836), som han var blevet forlovet med under sin tid i Humlebæk.
Hans daglige gerning bestod nu i at holde foredrag for, besvare forespørgsler af, undervise og i cellerne samtale med de mange forskellige fanger, holde regnskaber og oversigter i orden osv. Han havde altid foretrukket at indlade sig med problematiske naturer, og de fleste af fangerne interesserede ham derfor, men han indså snart, at det ikke var let at lære dem at kende. Han troede på menneskenaturen, selv i dens dybeste fornedrelse, og behandlede omhyggeligt alle "med koldt Hoved, men varmt Hjærte". Tappert kæmpede han for cellesystemet og havde på flere områder hårde kampe at bestå for at gennemføre sine principper. Fangerne fik han i tale, vandt deres tillid og erhvervede sig mange venner iblandt dem. Det var et strengt, selvoptugtende liv, han førte der, flere gange gennemgik han heftige sygdomme som blodgang og kopper, og hans krop svækkedes derved. Oplivelse og styrke hentede han på sine ugentlige besøg hos åndsfrænder i hovedstaden og ved en større rejse, som Det anckerske Legat satte ham i stand til at gøre i 1863. På denne rejse besøgte han Stockholm, Schweiz, Frankrig, London og Tyskland. Den digteriske frugt heraf var Rejsetummel.
Han siger et sted: "Jeg er Menneske mer, end jeg er Digter", og det hørte også til undtagelserne, at han på Vridsløselille skrev vers. Imod slutningen af sit ophold derude forfattede han dramaet Fulvia (1875), hvis skønne enkeltheder og klassiske ånd alligevel ikke kunne skjule, at hans begavelse gik i anden retning end det dramatiske. To år efter udsendte han sin fortrinlige digtsamling En Eftervår. Imellem denne og Et Forår fra 1858 lå hele hans lange periode med arbejde i fængslet: fastheden, sikkerheden, viljekraften, kortheden, det fuldmodne og optøjlede som den nye samling bar præg af. Ligesom i Fulvia kæmpede han her for resignationen og kompromiset. Versene er som mejslede af en billedhugger.
Snart efter omarbejdede han Fulvia, så det nu kunne opføres på Det Kongelige Teater, hvor det længe holdt sig på repertoiret og vandt betydelig anerkendelse. Bemærkelsesværdig var også den sangerkrig, han førte mod repræsentanterne for den nye digtning, Sophus Schandorph og Holger Drachmann. Af yderste evne forfægtede Kaalund idealitetens sag, og kvintessensen af hans mening kan siges at rummes i disse hans ord:
| Citat | Ildtilbederne af Realiteten dem rammer jeg lige i Planeten. | Citat |
|       |                                                             |       |

Han ender med i klare ord at skrive sig ind blandt kristendommens tilhængere.
På samme tid som han førte denne strid, og netop som Fulvia skulle opføres, brød han i marts 1881, efter 21 års arbejde, op fra Vridsløselille for at søge den hvile, hans legeme så hårdt trængte til. Med en pension på 1500 kr., en digtergage af 1000 kr. og desuden nogle rentepenge kunne han med sine nøjsomme fordringer sikre sig et anstændigt udkomme. Han tog nu ophold i Valby, senere på Frederiksberg, og følte da poesien slå med vingerne, som om den først nu ville udfolde sig i ham. De legemlige kræfter strakte imidlertid ikke til. Ideer myldrede i hans hoved, sit medfødte lune og sin evne for det epigrammatiske, som han mente ikke tilstrækkelig var kommen til sin ret i hans digtning, håbede han nu at skulle udfolde. Han havde lagt planen til en roman og ønskede at benytte sine rige, psykologiske erfaringer i et lystspil, men alt dette blev kun forsætter. En sommerrejse, som han i 1884 gjorde til Modum i Norge, styrkede ham meget, men vinteren bragte atter nedgang med sig. Det viste sig nu, at han led af mavekræft. Efter at have ligget til sengs i en måned og lidt meget, døde han 27. april 1885. Over hans grav er der ved bidrag fra danske mænd og kvinder rejst et smukt gravmonument. Hans Efterladte Digte udgav Otto Borchsenius (1885).
H.V. Kaalund er begravet på Solbjerg Parkkirkegård på Frederiksberg.

## Stil som digter
Kaalund var en primitiv digter, fri for skole og principper, og alle vegne elskede han det oprindelige. Derfor førte hans ungdoms higen ham mod oldtidslivet, i sin manddoms dage søgte han til bunds i menneskelivet, og altid fandt han sin trøst i naturen. Han var efterårets sanger; foråret, følte han, gjorde ham til en umandig drømmer, og derfor lå det erotiske også fjernt fra ham; høsten derimod vakte hans eftertanke. Af al magt søgte han gennem ihærdigt arbejde at forme sin egen personlighed i overensstemmelse med sin digtning. Det højeste, han ville nå, var "Klarhed i Sindet, Renhed, Sjælefred, Mod til at lide, Kraft til at undvære". I hans etiske livsanskuelse er der mandig tro på livets højere magter, mild alvor og stor sundhed.

## Biografi
Nogle af Kaalunds værker:
- Samlede Digte (1840)
- Kong Haldan den stærke (1840)
- Valkyrjen Gøndul (1842)
- Fabler og blandede Digte (1844)
- Fabler for Børn (1844), med J.Th. Lundbye
- Et Forår (1858)
- Fulvia (1875)
- En Eftervår (1877)
- Efterladte Digte (1885, posthumt)